# 立石晴香
立石 晴香（たていし はるか、1994年〈平成6年〉9月28日 - ）は、日本の女優。大阪府出身。エヴァーグリーン・クリエイティブ→ヒラタオフィス→FOR YOUを経てオスカープロモーション所属。

## 略歴
2007年、ローティーン向けファッション雑誌『ニコラ』（新潮社）の読者第11回モデルオーディションでグランプリを獲得。同年10月号から専属モデルとして活動を開始。
2007年、舞台『闇の門』で女優デビューを果たす。
2008年ニコラ9月号で初表紙を飾る。この号の表紙は、高屋敷彩乃、日南響子、立石晴香の3名。

2008年10月より『ファイテンション☆テレビ』にレギュラー出演。2009年3月に同番組の出演者で音楽グループ『merry merry Boo』を結成、「今すぐKiss Me」をカバーした。
2009年11月下旬、3612名の中から神コレモデルオーディション2010のファイナリスト10名に選ばれた。ファイナリストの中では当時、唯一の中学生であった。
2010年2月27日・3月13日、神戸コレクション 2010 SPRING/SUMMER 神戸公演・東京公演に出演。
3月13日の東京公演で神戸コレクション準グランプリと発表される。毎週公式サイトで発表される人気ランキングでは、8週連続1位の座を獲得していた。
『ニコラ』2010年1月号でニコラモデル4人組 立石晴香、日南響子、中山絵梨奈、田中若葉でユニットを結成することが発表された。ユニット名は2月号で『ニコ☆モコ』と発表された。2010年1月から関西テレビ制作音楽番組『ミュージャック』にニコ☆モコとして「きょうの“ぶつぶつ”」というコーナーに出演している。2010年3月3日にCDデビューした。詳しくはニコ☆モコ参照。
2011年4月（2011年5月号）をもって『ニコラ』を卒業。同誌での表紙起用回数は10回であった。2011年6月（2011年7月号）より『Seventeen』の専属モデルとなる。
2013年10月（2013年11月号）をもって『Seventeen』を卒業。同時に所属事務所を退社。モデルからの引退を発表した。
2015年12月下旬、2016年2月より放送開始の『動物戦隊ジュウオウジャー』にアム / ジュウオウタイガー 役として出演することにより芸能活動を再開することが発表された。
2023年5月31日、オスカープロモーション所属となる。

## 人物
- 3人姉妹の末っ子で、姉が2人いる。母親は九州出身[10]。
- 犬を4匹飼っている[11]。
- 特技はバレーボール。小学校のころにやっていて、県大会に何度も出場するような強豪バレーチームの一員だった[12]。
- 趣味は読書、映画鑑賞、高校野球鑑賞、音楽鑑賞。
- 得意な科目は英語。苦手な教科は数学。
- 好きなブランドはINGNI、SPIGA。
- ニコラモデル（ニコモ）では同期の川口春奈と2人あわせて「はるハル」と呼ばれていた。
- 憧れの人物は、ニコラの卒モであり、同じくSTモの西内まりや。
- 芸能界復帰前は一般企業へ就職し、社会人経験を積んでいた[13]。
- 人見知りな性格で、『動物戦隊ジュウオウジャー』では第1話・第2話の撮影後も他のキャストとは打ち解けられずにいたが、長く同じ時間を過ごすことで心地よいと思える関係になっていったと述べている[2]。追加メンバーの國島直希とは、互いに人見知りでストーリー上の接点もなかったことから、仲良くなったのはクランクアップ後であった[2]。
- 『ジュウオウジャー』で共演した中尾暢樹は、立石について落ち着いていて人への気遣いもでき、真面目でおしとやかな「日本女性」であったと評している[14]。
- 婚外子で産まれたため異母兄弟も多く複雑な家庭環境を過ごした。また、自身で得た給料を全額家に入れなければならなかったことや上京費用が貯められかったために一度芸能活動から離れたことを明かしている[15]。
- 芸能活動と並行しながら、ベンチャー企業に入社し営業課長を務めていた時期がある[16]。

## 出演

### テレビドラマ
- リセット（2009年4月16日、日本テレビ）
- ハンマーセッション!（2010年7月10日 - 9月18日、TBS） - 井上百花 役
- 動物戦隊ジュウオウジャー（2016年2月14日 - 2017年2月5日、テレビ朝日） - アム / ジュウオウタイガー 役[17]
- Chef〜三ツ星の給食〜 第6話（2016年11月17日、フジテレビ） - 石橋梓 役[18]
- あなたのことはそれほど 第5話（2017年5月16日、TBS） - 美苗 役
- 悦ちゃん〜昭和駄目パパ恋物語〜（2017年7月15日 - 9月16日、NHK総合） - 正子 役
- ラブホの上野さんSeason2 第1話・第7話 （2017年10月12日・11月23日、フジテレビ） - 高島加奈子 役
- ドルメンX 第2話 - 第4話（2018年3月17日 - 3月31日、日本テレビ） - ナナコ 役
- デイジー・ラック 第3話・第8話・最終話（2018年5月4日・6月8日・ 6月22日、NHK総合） - 柏原 役
- 執事 西園寺の名推理 第7話（2018年6月1日、テレビ東京） - 吉野静香 役
- サバイバル・ウェディング（2018年7月14日 - 9月22日、日本テレビ） - 中谷ユリ 役
- パフェちっく! 第5話 - 第8話（2018年8月9日 - 30日、フジテレビ） - 伊織恵 役
- 相棒 season19 第13話（2021年1月20日、テレビ朝日） - 椿家路里多 役
- やっぱり台湾（2022年11月、青森朝日放送） - ハルカ役
- 警視庁アウトサイダー 第2話（2023年1月12日、テレビ朝日） - 松原みちる 役
- ハコビヤ 第2話（2024年1月20日、テレビ東京） - 榊原麻衣子 役[19]
- 御社の乱れ正します! 第8話（2024年5月21日、BS-TBS） - 佐分利由利子 役[20]
- 愛のゲキジョー「愛の口喧嘩」（2024年10月06日 - 12月22日、テレビ東京） - 道場京子 役[21]
- 日本一の最低男  ※私の家族はニセモノだった 第3話（2025年1月23日、フジテレビ）- 奥野 役

### Webドラマ
- ラブホの上野さんSeason2 第1話・第7話 （2017年9月20日・11月1日、FOD） - 高島加奈子 役
- ＃声だけ天使（2018年1月15日 - 3月19日、AbemaTV） - 江津子 役[22]
- パフェちっく! 第5話 - 第8話（2018年4月28日 - 5月19日、FOD） - 伊織恵 役
- ミッドナイト（2024年3月6日、Apple Japan YouTubeチャンネル） - カップルの女性 役
- デパコスBA戦争（2025年6月2日、DMM TV） - 田所美彩 役

### Web
- 恋愛ドラマな恋がしたい in NEW YORK（2022年11月13日 - 2023年1月29日　AbemaTV）[23]

### 映画
- スーパー戦隊シリーズ（東映）
  - 手裏剣戦隊ニンニンジャーVSトッキュウジャー THE MOVIE 忍者・イン・ワンダーランド（2016年1月23日） - ジュウオウタイガーの声 役
  - 劇場版 動物戦隊ジュウオウジャー ドキドキサーカスパニック!（2016年8月6日） - アム / ジュウオウタイガー 役
  - 劇場版 動物戦隊ジュウオウジャーVSニンニンジャー 未来からのメッセージ from スーパー戦隊（2017年1月14日） - アム / ジュウオウタイガー 役
  - 仮面ライダー×スーパー戦隊 超スーパーヒーロー大戦（2017年3月25日） - アム / ジュウオウタイガー 役[24]
- 劇場版ドルメンX （2018年6月15日、KATSU-do） - ナナコ 役
- 40万分の1 （2019年2月8日、エムエフピクチャーズ） - 東山真美 役
- 笑いの枝折り（2019年6月26日）
- プリズン13（2019年8月30日、AMGエンタテインメント） - 月曜 役
- 劇場版 仮面ライダーリバイス バトルファミリア（2022年7月22日、東映） - 竹田由芽 役[25]
- 劇場版ドクターX FINAL（2024年12月6日、東宝） - 蛭間の秘書 役

### バラエティ
- ファイテンション☆テレビ（2008年10月4日 - 2009年3月28日 、テレビ東京）
- ネクストプリンセス（2009年10月4日 - 2010年3月28日、テレビ東京）
- ミュージャック「きょうの“ぶつぶつ”」（2010年1月8日 - 3月26日、関西テレビ・BSフジ）

### Vシネマ
- 帰ってきた動物戦隊ジュウオウジャー お命頂戴!地球王者決定戦（2017年6月28日、東映ビデオ） - アム / ジュウオウタイガー 役

### CM
- ロート製薬「メンソレータム アクネス体操篇」（2009年）
- サーティワンアイスクリーム「ダブルコーン・ダブルカップ31%OFF」（2009年）
- ロート製薬「メンソレータム アクネス応援団篇」（2010年）
- タカラトミー「CodeColle」（2012年）
- 森永乳業「マウントレーニア」（2016年 - 2017年）
- キッコーマン「デルモンテ リコピンリッチ トマト飲料『キレイ篇』」（2018年）
- ビズリーチ「キャリアトレック」（2018年）
- P&G「h&s」（2018年 - 2019年）
- 住友商事（2019年）
- R&Oリハビリ病院グループ（2020年）
- P&G「ファブリーズ」（2020年）
- ジョンソン・エンド・ジョンソン「リステリン」（2020年 - ）
- Paidy（2020年）
- 任天堂「Just Dance 2022」（2022年）
- 佐藤製薬「リングルアイビーα200」＜悩まずリングル篇＞（2023年）[26]
- トリバゴ（2024年7月 - ）[27]

### ミュージックビデオ
- Shout it Out「青春のすべて」（2016年）
- メロフロート「ミチシルベ」（2017年）
- ファンキー加藤「失恋の詩」（2018年）

### ネット配信
- nicola©（2009年4月 - 2010年2月、goomo） - 不定期出演

### 舞台
- 闇の門（2007年10月18日 - 22日、エアースタジオ）
- 盆栽（2020年2月5日 - 9日、伝承ホール） - ジェシカ 役
- 魔界転生（2021年4月7日 - 4月11日、愛知公演：刈谷市総合文化センター / 4月16日 - 4月28日、福岡公演：博多座 / 5月4日 - 5月28日、東京公演：明治座 / 6月10日 - 6月2日、大阪公演：新歌舞伎座） - すず 役（降板）

### ゲーム
- 動物戦隊ジュウオウジャー バトルキューブパズル（2016年、バンダイナムコエンターテインメント） - ジュウオウタイガーの声 役[28]

### 吹き替え
- 獣電戦隊キョウリュウジャーブレイブ 第12話（2017年6月3日） - ジュウオウタイガーの声 役

### 雑誌
- ニコラ（2007年10月号 - 2011年5月号、新潮社） - 専属モデル
- Seventeen（2011年7月号 - 2013年11月号、集英社） - 専属モデル

### カタログ
- ニッセン『プチベリー』
- ナルミヤ・インターナショナル『POM PONETTE jr』（2010年春 - 2011年春） - イメージモデル

### イベント
- 神戸コレクション2010 SPRING/SUMMER 
  - 神戸公演（2010年2月27日、ワールド記念ホール）
  - 東京公演（2010年3月13日、グランドプリンスホテル新高輪）
- 神戸コレクション 2010 AUTUMN/WINTER
  - 神戸公演（2010年8月29日、ワールド記念ホール）
  - 東京公演（2010年9月5日、グランドプリンスホテル新高輪）
- 東京ガールズコレクション2011 AUTUMN/WINTER（2011年9月3日、さいたまスーパーアリーナ）
- 東京ガールズコレクション2012 SPRING/SUMMER（2012年3月3日、横浜アリーナ）

### 広告
- バンタンデザインスクール（2011年4月 - 2012年4月） - 2011年度イメージモデル